# Perieni
Perieni è un comune della Romania di 3 733 abitanti, ubicato nel distretto di Vaslui, nella regione storica della Moldavia. 
Nel 2004 si sono staccati da Perieni i villaggi di Ciocani, Crâng, Crângu Nou e Podu Pietriş, andati a formare il comune di Ciocani.